# Lars Pensjö
Lars Pensjö – szwedzki programista, twórca języka programowania zorientowanego obiektowo LPC (Lars Pensjö C – premiera w kwietniu 1989), dzięki któremu powstała cała rodzina gier typu LPMUD (Lars Pensjö's Multi User Dungeon), absolwent Uniwersytetu Technicznego Chalmersa w Göteborgu.
Pierwszym MUDem bazującym na LPC był działający do dziś LPMUD Genesis (kwiecień 1990), w Polsce pierwszym otwartym spolszczonym LPMUDem był LPMUD Arkadia otwarty ostatecznie w 1997. Do dziś na Genesis w przypadku śmierci postaci gracz jest witany w zaświatach przez Larsa – postać nazwaną na pamiątkę twórcy, choć sam LPC cały czas rozwijany znacznie się zmienił od czasu jego premiery.